# Villes

Villes este o comună în departamentul Ain din estul Franței.